# Národní park Haleakalā

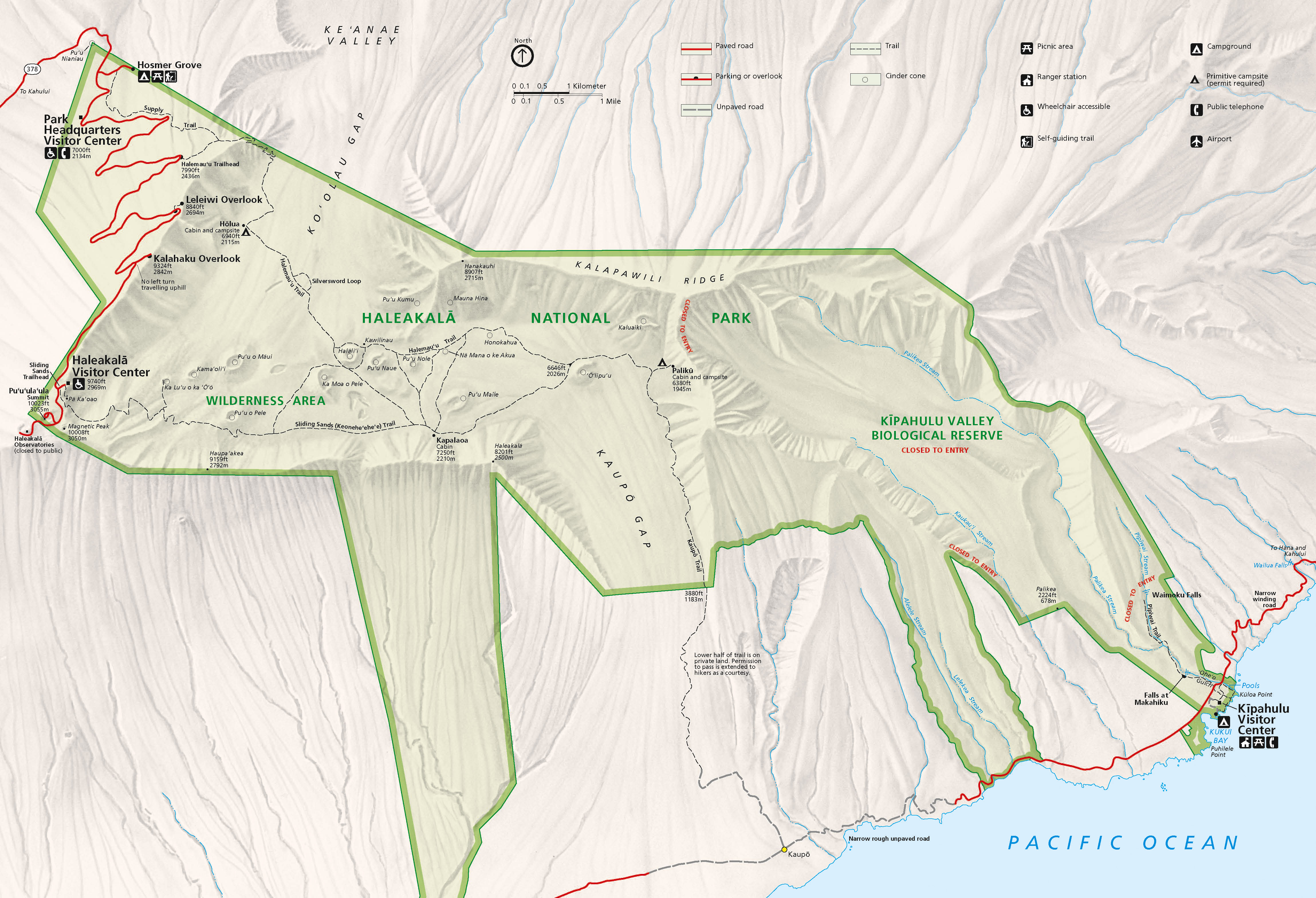
Mapa národního parku

Národní park Haleakalā (anglicky Haleakalā National Park) je národní park na ostrově Maui, na Havajských ostrovech ve Spojených státech amerických.
Součástí parku je vrcholová část vulkánu Haleakalā a okolí. Park byl původně založen v roce 1916 společně s dalšími vulkány na ostrově Havaj Mauna Loa a Kilauea. Od roku 1961 je spravován samostatně. Má rozlohu 134,6 km2. Zahrnuje kalderu, vrcholovou část a okolí vulkánu Haleakalā a oblast Kipahulu tvořenou nižší částí údolí Kipahulu Valley při pobřeží Tichého oceánu.